# Droit des sociétés en Belgique
Le droit belge des sociétés est le cadre juridique belge des sociétés commerciales. Ce sont des sociétés constituées par un contrat aux termes duquel deux ou plusieurs personnes mettent quelque chose en commun, pour exercer une ou plusieurs activités déterminées et dans le but de procurer aux associés un bénéfice patrimonial direct ou indirect (art. 1er du Code des Sociétés).
Jusqu'à l'entrée en vigueur (1er janvier 2019 ?) du projet de réforme de l'actuel Ministre de la Justice, Koen Geens, les sociétés commerciales, dotées de la personnalité juridique, sont : 
- Les sociétés anonymes (SA) : cette forme juridique est maintenue avec la réforme
- Les sociétés européennes (SE) : cette forme juridique est maintenue avec la réforme
- Les sociétés en commandite par actions (SCA) : cette forme juridique disparaît avec la réforme
- Les sociétés privées à responsabilité limitée ou sociétés de personnes à responsabilité limitée (SPRL) : correspond aux sociétés à responsabilité limitée (SRL) avec la réforme
- Les sociétés privées à responsabilité limitée unipersonnelle  (SPRLU) : avec la réforme, une société à responsabilité limitée (SRL) pourrait n'avoir qu'un seul associé
- Les société coopérative à responsabilité limitée (SCRL) ou société coopérative à responsabilité illimitée (SCRI) : avec la réforme, la loi parlera de sociétés coopératives (SC)
- Les sociétés en nom collectif (SNC) : avec la réforme, il s'agira d'une forme de Société simple
- Les sociétés en commandite simple (SCS) : avec la réforme, il s'agira d'une forme de Société simple
- Les Groupements d'intérêt économique (GIE) : cette forme juridique disparaît avec la réforme, à l'inverse du Groupement européen d'intérêt économique qui est maintenu (GEIE)

Les sociétés commerciales doivent être inscrites dans le registre de Banque-Carrefour des Entreprises via un guichet d'entreprises.  Elles sont assujetties à l'impôt des sociétés (Isoc).
Au niveau fédéral belge et/ou des entités fédérées ou des pouvoirs locaux, principalement les Régions, il existe de nombreuses aides à la création d'entreprises.